# Каменка (Молдавија)
Каменка (молд. и рус. Каменка, укр. Ка́м'янка) је град у Молдавији, под контролом непризнате државе Придњестровље. Град је смештен на реци Дњестар, у северном делу Придњестровља.

## Становништво
Године 1989. Каменка броји 13,689 становника. Према попису становништва Придњестровља из 2004. године град је имао 10,323 становника укључујући 5,296 Молдаваца, 3,476 Украјинаца, 1,305 Руса, 61 Белоруса, 42 Пољака, 35 Бугара, 32 Гагауза, 23 Немаца, 10 Јермена, 8 Јевреја, 3 Рома и 32 других.